# N-Ацетилгалактозамин
N-Ацетилгалактозамин (GalNAc) — органическое соединение, моносахарид из группы аминосахаров, производное галактозамина.

## Функции
У человека N-ацетилгалактозамин является углеводным остатком на конце полисахаридной цепи антигена, определяющего группу крови A.
N-Ацетилгалактозамин является первым углеводным остатком, соединённым с серином или треонина белка в ходе O-гликозилирования. Этот моносахарид участвует в переносе сигнала между клетками и особенно сконцентрирован в структурах сенсорной нервной системы у человека и животных. Используется как лиганд при направленной доставки олигонуклеотидов и siRNA в печень, где N-ацетилгалактозамин связывается с асиалогликопротеиновым рецептором на гепатоцитах.